# Willem de Vink
Willem de Vink (Utrecht, 1957) is een Nederlandse schrijver van christelijke boeken, tekenaar en prediker. Hij behoort tot de pinksterbeweging.

## Levensloop
De Vink was in zijn jeugd betrokken bij de opwekkingsbeweging Stromen van Kracht. Zijn ouders scheidden op jonge leeftijd en hij werd samen met zijn twee broers opgevoed door zijn moeder. In zijn kindertijd schreef en tekende hij al boekjes.
Op zijn veertiende publiceerde De Vink zijn eerste strips in het blad Jong en Vrij, van de gelijknamige organisatie voor evangelisatie. Hij verliet zijn school vroegtijdig om op zijn zeventiende daar in dienst te treden. De Vink leidde de uitgeverij, ontwikkelde een maandblad voor jongeren en gaf twaalf jaar lang de Jong en Vrij Schoolagenda uit. Ook was hij leraar aan de trainingsschool van Jong en Vrij in Rockanje, die hij een aantal jaren leidde. Daar leerde hij zijn vrouw Marian van der Sprong kennen. Samen hebben zij drie kinderen.
Na vijftien jaar verliet De Vink de organisatie om te gaan werken aan het stripboek Jezus Messias, dat in 1993 verscheen. Hierin staat het leven van Jezus zoals weergegeven in de evangeliën opgetekend. De Vink stelde dit stripboek gratis ter beschikking aan iedereen die het wil gebruiken als middel om Jezus over te dragen in culturen waar lezen lastig is. In juni 2017 verscheen de vertaling in het Mandarijn, de honderdste vertaling van het album.
Daarnaast werkte De Vink als zelfstandig journalist en illustrator. Hij schreef onder andere voor het Algemeen Dagblad, illustreerde in de reclame, voor diverse uitgeverijen en de vakbonden CNV en FNV. Ook werkte hij mee aan televisieprogramma’s voor kinderen van de EO. Verder publiceerde De Vink verschillende boeken, waaronder zijn autobiografie Getekend, drie dagboeken, de Tienerbijbel en de roman Twee kinderen uit Kapernaum met Else Vlug.
Ook zat De Vink achter de oprichting van de jongerenbeweging Heavenly Quality en de HQ School voor Bijbel en Kunst. Tot 2007 verzorgde deze organisatie het jeugdprogramma op de jaarlijkse pinksterconferentie van stichting Opwekking.
In 2002 werd De Vink directeur van de evangelisatiebeweging Stichting Agapè, de Nederlandse tak van Campus Crusade for Christ. Hij moest hier na twee jaar al mee stoppen, door verdeeldheid binnen de organisatie. Na het aantreden van De Vink was er onrust ontstaan door de herstructureringsplannen die hij had.
De Vink geeft jaarlijks meer dan 100 spreekbeurten. Ook maakte hij samen met zijn vrouw tot januari 2017 deel uit van het leiderschap van de gemeenschap Jong en Vrij, die zich sinds 2006 als landelijke kerk richtte op gemeentegroei.

## Boeken en strips
- Jong en Vrij Schoolagenda 1975-1987
- Japie Jubel (stripboek, 1976)
- Hutspot (1978)
- Op weg naar goud (1993)
- Jezus Messias (stripboek, 1993)
- Simon en Zo, op zoek naar de Naam (1995)
- Vogelperspectief (1996)
- Hij is er! (1997)
- Getekend (autobiografie, 1999)
- Waarom die vis? (1999)
- Waarom dat kruis? (1999)
- Hemels DNA (2006)
- Goede genade! (dagboek, 2007)
- Jezus Messias Dichtbij (stripboek met bijbellessen, 2008)
- Skip van Zandt komt thuis (prentenboek, 2009)
- Genade op genade (dagboek, 2009)
- Tienerbijbel (2011)
- Ik zegen je (2011)
- Inspirator (dagboek, 2012)
- Jezus en jij (minidagboek, 2012)
- Dit is liefde, Vincent (2013)
- Wow zo ben jij! (2013)
- De Bijbel eenvoudig naverteld (2014)
- 52x Samen, Hemels huwelijk kalender (2015)
- Rust bij Jezus (dagboek, 2015)
- Heroes (2016)
- Stripverhaal wereldtaal (2017)
- Hemels huwelijk (2017)
- Zeker weten! (2018)
- Vaders vol wijsheid (2019)
- Moeders met hoop (2019)
- The Passion (2019)
- Aan jou is alles mooi (2019)
- Hemelmomenten voor elke dag (2020)